# Glendive
Glendive è una città degli Stati Uniti d'America situata in Montana, nella contea di Dawson.